# The Dark Hours
The Dark Hours is een Canadese psychologische thriller uit 2005 onder regie van Paul Fox, naar een scenario van Wil Zmak. De film won tien internationale prijzen, waaronder die op festivals in Canada, de Verenigde Staten en Zuid-Korea en de Midnight X-Treme op het Filmfestival van Sitges 2005.

## Verhaal
Dokter Samantha 'Sam' Goodman (Kate Greenhouse) werkt in een psychiatrische instelling waar veroordeelde misdadigers genezen en heropgevoed worden. Verschillende van hen worden doelbewust langer vastgehouden dan nodig lijkt, zodat hun specifieke psychische of neurologische aandoening langer bestudeerd kan worden. Hoewel deze patiënten de tijd waartoe ze werden veroordeeld hebben volbracht, worden ze tijdens evaluatiegesprekken geprovoceerd en hun verblijf daarop verlengd. Dit komt Sam te staan op onder meer een aanval van patiënt Donald Wegman (Bruce McFee) die maar net kan worden verijdeld.
Op de dag van Wegmans woede-uitbarsting, is Sam niettemin met haar hoofd bij andere zaken. Twee jaar geleden werd bij haarzelf een hersentumor vastgesteld. Die is sindsdien niet gegroeid, tot op de CT-scan die ze die morgen onder ogen kreeg. Het gezwel in haar hersenen staat geclassificeerd als een Rickman-tumor, is onbehandelbaar en haar levensverwachting bedraagt nu de groei heeft ingezet nog maximaal één jaar. Daarom wil ze met haar echtgenoot David (Gordon Currie) een weekend naar hun huisje in de bossen gaan om hem het slechte nieuws te vertellen. Wanneer ze bij hun huisje aankomt, zijn zowel haar echtgenoot als haar jongere zus Melody (Iris Graham) daar al. Hij schrijft boeken en Melody helpt hem sinds ze voortijdig van school is gegaan. Vlak voor Sam het huisje bereikte, merkte ze in een eetcafé dat haar zintuigen van slag beginnen te raken en op de badkamer blijkt haar tijdbesef inmiddels discrepanties te vertonen. Hoewel ze denkt pas een paar minuten achter de wastafel te staan, komt David na een half uur komen kijken waar ze blijft.
Sam vindt het vreemd om uit het raam te zien dat er een man op een sneeuwscooter door het verder verlaten landschap rijdt, maar zet het van zich af om David en Melody het slechte nieuws over haar tumor te vertellen. Onmiddellijk daarna klopt de jonge Adrian (Dov Tiefenbach) aan. Deze komt binnen met de smoes dat hij zijn huisje niet opgewarmd krijgt. Eenmaal binnen schiet hij hond Bruiser dood en neemt hij het drietal in gijzeling, onder bedreiging van een geweer. Daarna doet hij de deur open en laat hij de man met de sneeuwscooter binnen. Dit blijkt Harlan Pyne (Aidan Devine). Hij is een oud-patiënt van Sam die net als haar een Ruckman-tumor in zijn hersenen heeft en vastzat vanwege het ontvoeren en vermoorden van een tienerjongen. Daarom gebruikte ze hem als proefkonijn om het middel demenepril op te testen. Dat zou ze zelf kunnen gebruiken als het bij Harlan zou blijken te werken. Sam weet alleen niet beter dan dat Harlan daardoor sinds een jaar in coma ligt.
Harlan is gekomen met een reden. Deze wil hij alleen niet rechtstreeks vertellen. Hij wil een aantal sadistische spelletjes met David, Melody en Sam spelen waaruit Sam zelf moet opmaken wat Harlan haar duidelijk wil maken. De scheidslijn tussen realiteit en waan wordt daarbij steeds onduidelijker voor Sam.

## Rolverdeling
| Acteur          | Personage        |
| --------------- | ---------------- |
| Kate Greenhouse | Samantha Goodman |
| Aidan Devine    | Harlan Pyne      |
| Gordon Currie   | David Goodman    |
| Iris Graham     | Melody           |
| Dov Tiefenbach  | Adrian           |
| David Calderisi | Dr. Lew Lanigan  |
| Bruce McFee     | Donald Wegman    |